# Lamiodendron
Lamiodendron es un género monotípico de pequeños árboles perteneciente a la familia de las bignoniáceas. Su única especie: Lamiodendron magnificum es originaria de Papua Nueva Guinea.

## Descripción
Lamiodendron magnificum es un árbol de hoja perenne. Su tallo es sin pelo, y las hojas  imparipinadas y opuestas. Las inflorescencias son axilares o tirsos que sólo tienen unas pocas flores y se encuentran en las axilas de las hojas. El cáliz tiene forma de campana y compuesto con cinco lóbulos. La corona es en general en forma de campana, casi circular y de color naranja brillante de color albaricoque. Los cuatro estambres llegan sólo ligeramente más allá de la corona. Los frutos son cápsulas, en el que la copa no es resistente. Las válvas de las cápsulas son glabras, las semillas son aladas. El número de cromosomas es 2n = 48.

## Taxonomía
Lamiodendron magnificum fue descrita por Cornelis Gijsbert Gerrit Jan van Steenis  y publicado en Nova Guinea: a journal of botany, zoology, anthropology, ethnography, geology and palaeontology in the Papuan region, new series 8(2): 318. 1957.